# Čapljolika
Čapljolika (lat. Aramus guarauna) je jedini pripadnik porodice Aramidae. Nije ugrožena vrsta a postoji i brojna populacija u nacionalnom parku Everglades na Floridi.

## Opis
Čapljolika, duga 56-71 cm i teška 0,9-1,3 kg, izgledom uvelike podsjeća na ždralove i liske, ali nedavna biokemijska istraživanja ukazuju na mogućnost da je u bliskom srodstvu s perajonošcima. Ima srednje dug, lagano zaobljen kljun, dug vrat, zaokrugljena krila, kratak rep i duge noge. Dobri su plivači iako nemaju nožne prste povezane kožicom, a kako ima duge prste može hodati po nekom vodenom bilju. Lete snažno s nogama izbačenim pozadi. Perje može biti smećkasto-tamnomaslinaste boje s brončanom bojom do zelenkastog preljeva na gornjim dijelovima tijela. Prednji dio tijela ima šire bijele pruge. Mužjak i ženka se gotovo i ne razlikuju. 
Oglašavaju se glasnim zvukovima sličnim jaukanju i vriskanju.
Ova vrsta se hrani velikim puževima, slatkovodnim školjkama, nekim kukcima, žabama i gušterima. Kada čapljolika nađe puža, odnese ga u pliću vodu i tamo vješto skine poklopac ljušture i pojede ga. Na mjestima gdje donose ulovljene životinje posvuda ima razbacanih praznih školjki i ljuštura.

## Razmnožavanje
Grade plitko i oveće gnijezdo od granja odmah iznad vode u močvarama, ili u žbunju ili drveću. Ženka nese 5-7 svijetlosjajnih i pjegavih jaja. Oba roditelja inkubiraju jaja oko 27 dana. Oba raditelja hrane mlade, koji su potpuno odrasli nakon 7 tjedana, a nakon 16 napuštaju gnijezdo.

## Rasprostranjenost
Čapljolika nastanjuje otvorene ili pošumljene močvare ili sušno šipražje, na Floridi, Karibima, u Južnom Meksiku južno do Argentine, većim dijelom istočno od Anda.

## Vanjske poveznice
|  | Zajednički poslužitelj ima stranicu o temi Aramus guarauna    |
|  | Zajednički poslužitelj ima još gradiva o temi Aramus guarauna |
|  | Wikivrste imaju podatke o taksonu Aramus guarauna             |